# 38e Groupe-brigade du Canada
Le 38e Groupe-brigade du Canada ou 38e GBC (en anglais : 38 Canadian Brigade Group ou 38 CBG) est composé de toutes les unités de la Première réserve de l'Armée canadienne situées en Saskatchewan, au Manitoba, et dans le Nord-Ouest de l'Ontario. Il fait partie de la 3e Division canadienne. Le quartier général (QG) du groupe-brigade est situé à Winnipeg au Manitoba. Le groupe-brigade emploie environ un millier de soldats dans différentes unités.

## Unités du38eGroupe-brigade du Canada

### The Saskatchewan Dragoons
The Saskatchewan Dragoons sont un régiment blindé basé au manège militaire du Lieutenant-Colonel D.V. Currie VC, à Moose Jaw, dans le Sud-Est de la Saskatchewan. Le régiment fut formé en 1913 sous le nom de "The 60th Rifles of Canada", puis adopta son nom actuel en 1958. Aujourd'hui, le régiment opère en tant qu'escadron de reconnaissance blindée.

### The Fort Garry Horse
The Fort Garry Horse est un régiment blindé basé au manège militaire McGregor à Winnipeg, au Manitoba. Fondé en 1912 sous le nom de "34th Regiment of Cavalry", il sert au sein du 6e bataillon de la Force expéditionnaire du Canada lors de la Première Guerre mondiale, et au sein de la 2e Brigade blindée du Canada lors de la Seconde Guerre mondiale.

### The Royal Regina Rifles
The Royal Regina Rifles sont un régiment d'infanterie basé à Regina, en Saskatchewan. Avant 1982, il était connu sous le nom de The Regina Rifle Regiment, ajoutant l'appellation "royale" après la visite de la Princesse Anne, colonel en chef du régiment. Le régiment fut créé en 1924, à partir des 1er et 6e bataillons du South Saskatchewan Regiment. Il reçoit 14 médailles lors de la Seconde Guerre mondiale, et souffre le décès de 356 de ses soldats, au 7 mai 1945.

### The North Saskatchewan Regiment
The North Saskatchewan Regiment est un régiment d'infanterie, basé à Saskatoon, en Saskatchewan, avec une compagnie opérant à partir de Prince Albert. De nombreux corps des Cadets royaux de l'Armée canadienne, à travers la Saskatchewan et le Manitoba, sont affiliés au régiment. Le régiment a accumulé 45 honneurs de batailles, au cours de son histoire.

### The Royal Winnipeg Rifles
The Royal Winnipeg Rifles sont un régiment d'infanterie basé au manège militaire Minto, à Winnipeg, au Manitoba. Fondé en 1883, il participa à la Première Guerre mondiale au sein de la Force expéditionnaire du Canada, et à la Seconde Guerre mondiale au sein de la 3e Division d'infanterie canadienne et de la Force d'occupation de l'Armée canadienne.

### The Lake Superior Scottish Regiment
The Lake Superior Scottish Regiment est un régiment d'infanterie, basé au manège militaire de Thunder Bay, en Ontario. Créé en 1905, sous la désignation de 96th Algoma Rifle, il participa à la Seconde Guerre mondiale, dans la 4e Division blindée canadienne. Des soldats du régiment ont également servi en Afghanistan ; l'un d'eux y perdit la vie, en 2006.

### The Queen's Own Cameron Highlanders of Canada
The Queen's Own Cameron Highlanders of Canada sont un régiment d'infanterie, basé à Winnipeg, au Manitoba. Fondé en 1910, il prit part à la Première Guerre mondiale, ainsi qu'à la bataille de Normandie, au sein de la 2e Division canadienne, lors de la Seconde Guerre mondiale. Le régiment a également déployé des soldats dans le cadre de la mission canadienne en Afghanistan.

### 38 Combat Engineer Regiment
Le 38 Combat Engineer Regiment est un régiment de génie de combat rattaché au 38e GBC. Il est basé à Winnipeg et à Saskatoon.

### 38 Signals Regiment
Le 38 Signals Regiment est un régiment de transmissions rattaché au 38e GBC. Il est basé à Regina, à Saskatoon, à Winnipeg et à Thunder Bay.

### 10thField Artillery Regiment, RCA
Le 10th Field Artillery Regiment est un régiment d'artillerie composé de deux batteries : la 18th Battery basée à Regina et la 64th Field Battery basée à Yorkton.

### 26th Field Artillery Regiment, RCA
Le 26th Field Artillery Regiment est un régiment d'artillerie composé de deux batteries, toutes deux dans la province du Manitoba : la 13th Battery à Portage la Prairie et la 71st Battery à Brandon.

### 116th Independent Field Battery
La 116th Independant Field Battery est une unité d'artillerie basée à Kenora en Ontario. L'unité couvre le plus grand territoire et, paradoxalement, la plus petite population de toutes les unités de la Première réserve au Canada.

### 38eBataillon des services
Le 38e GBC comprend un bataillon de services pour assurer le soutien à ses diverses unités. Le bataillon est divisé en trois compagnies : la 16 (Saskatchewan) basée à Regina, la 17 (Winnipeg) basée à Winnipeg et la 19 (Thunder Bay) basée à Thunder Bay. Ces trois compagnies étaient auparavant trois unités distinctes qui furent regroupées en mars 2010 lors d'une réorganisation des bataillons des services du Canada.

### Groupe-compagnie d'intervention dans l'Arctique
Le 38e GBC comprend un groupe-compagnie d'intervention dans l'Arctique formé par des compagnies du groupe-brigade et ayant pour but de servir et d'être prêt à servir dans l'Arctique canadien.

## Annexe